# Бджолиний вовк

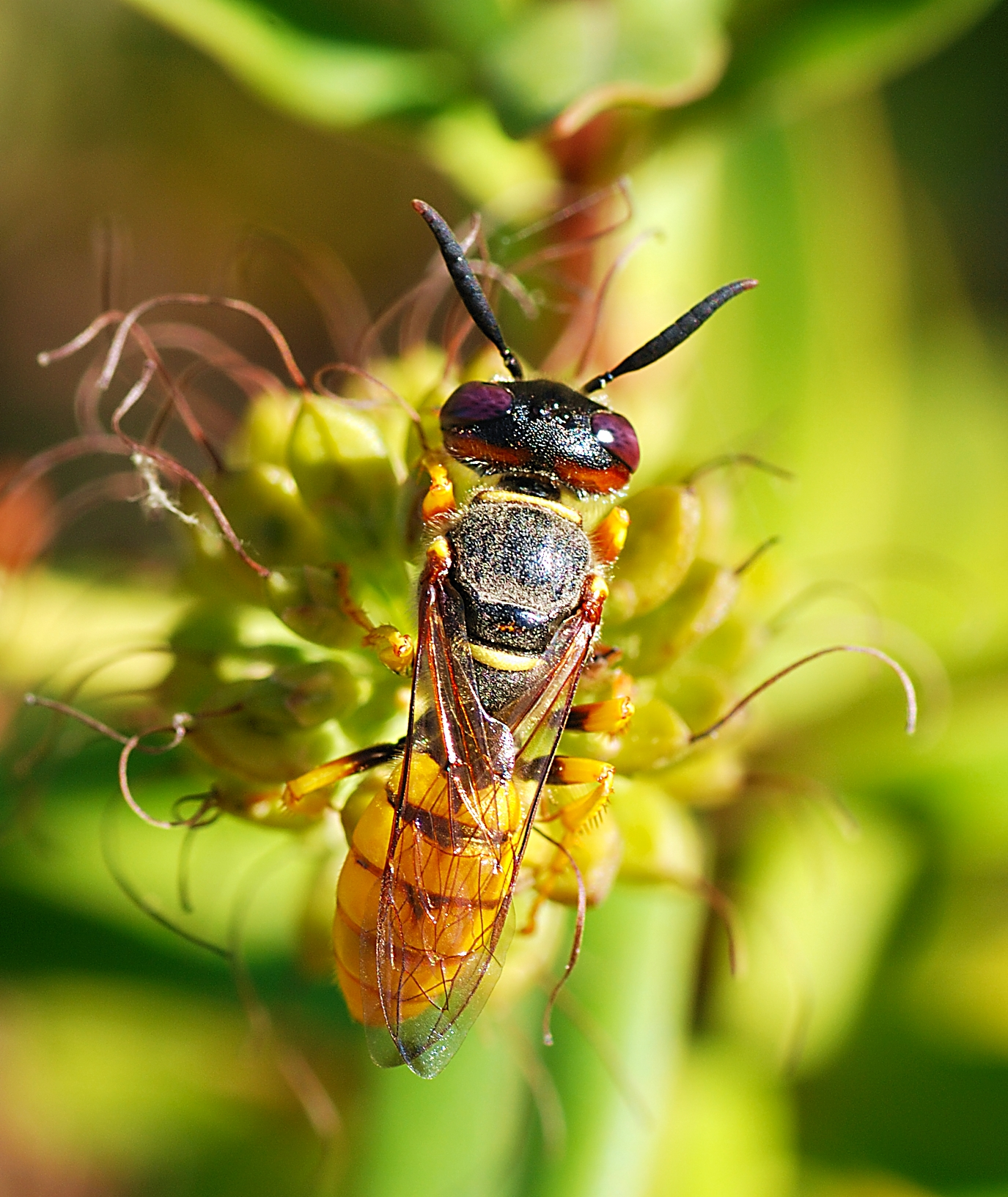
Philanthus triangulum, вид зверху

Бджоли́ний вовк або філа́нт (лат. Philanthus triangulum) — комаха родини піщаних ос, ряду перетинчастокрилі. Поширений в Європі, Середній Азії, на Кавказі.

## Опис
Досягає 1,5 см у довжину. Від звичайних суспільних паперових ос відрізняється розміром голови і яскраво-жовтим забарвленням.

## Спосіб життя
Бджолиний вовк улаштовує гнізда в землі на південних оголених схилах ярів, укосів і канав, вириваючи нори глибиною до півметра.
Самці харчуються рослинною їжею. Самиці полюють на бджіл, нападаючи на них у польоті і вбиваючи їх. Після цього самиця бджолиного вовка начавлює на черевце бджоли і з'їдає витеклу з вола бджоли краплю нектару. Потім вона відносить бджолу в гніздо, де використовує її для вигодовування личинок. Спочатку самиця філанта відкладає перше яйце в груди мертвій бджолі, через 3-4 дні виходить личинка, і харчується бджолою. За час свого розвитку личинка самиці з'їдає 8 бджіл, самця - 2-3, яких їм заносить самиця. Самиця після виходу із нори починає самостійне життя, живе 25-40 днів. За цей час вона робить від 4 до 8 гнізд, і знищує до сотні бджіл.
Так як даний шкідник для свого розвитку потребують виключно медоносних бджіл, при масовому поширенні бджолиний вовк завдає величезної шкоди пасікам.
Під бджолиних вовків мімікрують дзюрчалки.

## Ресурси
- Біологія Європейського бджолиного вовка
- Оса бджоловбивця [Архівовано 5 червня 2009 у Wayback Machine.]
- Феромони Philanthus triangulum [Архівовано 17 травня 2008 у Wayback Machine.]
- Еволюція статевих феромонів самиць Європейського бджолиного вовка